# Иванов, Фёдор Фёдорович (генерал-майор)
Фёдор Фёдорович Иванов (1873 — после 1917) — русский генерал-майор, герой Первой мировой войны.

## Биография
Православный.
Окончил 1-й кадетский корпус (1890) и 2-е военное Константиновское училище (1892), откуда выпущен был подпоручиком в 90-й пехотный Онежский полк. Позднее был переведен в гвардию. В течение 5 лет и 9 месяцев командовал ротой лейб-гвардии Стрелкового полка.
Чины: поручик (1896), штабс-капитан (1900), капитан (1904), полковник (6.12.1911), генерал-майор (1916).
На 1 марта 1914 года — полковник лейб-гвардии 3-го стрелкового полка, с которым и вступил в Первую мировую войну. Был удостоен ордена Св. Георгия 4-й степени
За то, что с 19 по 20 февраля 1915 г., при штыковой атаке на высоту 85,0 у д. Карвово, лично руководил своими ротами, направив их на германские окопы, а при произведенной германцами контр-атаке выдвинул из резерва еще одну роту и лично повел её на окопы, бывшие левее, и овладел ими, причем все роты его захватили пять германских пулеметов. Взятие обратно этого участка с высотой 85,0 имело решающее значение для удержания Ломжинских позиций в наших руках.
и пожалован Георгиевским оружием
За то, что, состоя в чине полковника в рядах лейб-гвардии 3-го Стрелкового Его Величества полка, в боях с 6-го по 8-е июля 1915 года у д. Сенница-Королевская, обороняя с батальоном важный участок позиции полка (выдающийся угол леса), под страшным артиллерийским огнем тяжелой артиллерии, отбил все яростные атаки противника, несмотря на потери батальона ¾ состава и полученную им контузию.
Позднее был назначен командиром 131-го пехотного Тираспольского полка. 29 июля 1916 года произведен в генерал-майоры на основании Георгиевского статута (ст. 49 и 54), со старшинством с 6 декабря 1915. На 24 января 1917 года — командующий 131-м пехотным Тираспольским полком.
Судьба после 1917 года неизвестна.

## Награды
- Орден Святой Анны 3-й ст. (ВП 19.11.1906)
- Орден Святого Станислава 2-й ст. (1911)
- Орден Святой Анны 2-й ст. (ВП 6.12.1913)
- Орден Святого Владимира 4-й ст. (ВП 27.03.1915)
- мечи и бант к ордену Св. Владимира 4-й ст. (ВП 18.05.1915)
- Орден Святого Георгия 4-й ст. (ВП 29.05.1915)
- Высочайшее благоволение (ВП 19.09.1915)
- Орден Святого Владимира 3-й ст. с мечами (ВП 20.05.1916)
- Георгиевское оружие (ВП 24.01.1917)